# 16m²
De zestienkwadraat is een middelgrote open zeilboot van 6 meter lang, bestaande uit een gaffelgetuigd grootzeil van 12 m² en een fok van 4 m². 
De korte mast is makkelijk te strijken. Bij het zeilend passeren onder een brug hoeft soms alleen de val van de gaffel gevierd te worden. 
De boot wordt veel gebruikt voor recreatief zeilen en zeillessen op de Nederlandse binnenwateren. Binnen het Koninklijk Nederlands Watersport Verbond is de zestienkwadraat een tweemans-wedstrijdklasse.

## Geschiedenis
De zestienkwadraat is ontworpen door Hendrik Bulthuis, kapper uit Bergum, die eerder de BM ontworpen had. Hij ontwierp de boot voor een prijsvraag in 1931, waarbij de eisen waren dat de boot eenvoudig gebouwd kon worden, en door iedereen kon worden gezeild. Bulthuis gebruikte voor zijn ontwerp dezelfde bouwmethode als voor de BM, waarbij de huid van de boot opgebouwd wordt uit vele smalle houten latten. Die bouwmethode maakt het mogelijk op een eenvoudige manier toch tamelijk complexe ronde vormen te maken. Door de overeenkomst in bouwmethode met het eerste ontwerp van Bulthuis wordt ook de zestienkwadraat wel "BM" genoemd, of ook "Vergrote BM". Het schip had oorspronkelijk 15,9 vierkante meter zeiloppervlak, wat in die dagen juist onder de grens was om vrij te blijven van de personeele belasting voor pleziervaartuigen.
In 1931 is de zestienkwadraat door het Noord-Nederlandse Watersportbond als wedstrijdboot erkend. In 1939 is het ontwerp aangepast. Daar het onderwaterschip vrij was (bedoeld wordt dat de erkenning niet van toepassing was op het gedeelte van de zeilboot onder de waterlijn), is de kiel vervangen door een vinkiel met aangehangen roer. De schepen gebouwd voor 1939 vielen onder de toerklasse, alle nieuwe schepen volgens het aangepaste ontwerp kregen een stip onder het zeilteken, de "stipklasse". In 1954 zijn de voorschriften verder aangescherpt, de ballast van de kiel moest door een door het watersportverbond aangestelde gieterij worden betrokken. Er kwam nu een streep onder het zeilteken, de "streepklasse".
Alle nummers boven 2500 zijn meteen als streepklasse gemeten, de toer en stipklasse zijn uitgestorven, maar er varen nog wel boten in Noord-Nederland die gebouwd zijn voor 1954.
In 2006 heeft de klasse zijn 75-jarig bestaan gevierd met wedstrijden op het Bergumermeer.

## Eigenschappen
De zestienkwadraat heeft een scheepslengte van 6 meter, en een breedte van 1,92 meter. De rompvorm van de 16m² zorgt ervoor dat de boot erg stabiel in het water ligt. De boot heeft een vaste kiel, welke ongeveer 80 cm diep steekt. Dit maakt de boot niet geschikt voor ondiepe wateren.
Het grootzeil heeft een oppervlakte van 12 m², en deze is gaffelgetuigd. Dit heeft als voordeel dat er voor een relatief groot zeiloppervlak een kleinere mast nodig is, omdat de gaffel bij gehesen tuigage boven de top van de mast uitsteekt. Voordeel hiervan is dat de mast gemakkelijk te strijken is. Voor op de mast is een hijsfok van 4 m² bevestigd. In de toeruitvoering zit deze met leuvers bevestigd aan de voorstag. Bij wedstrijdboten is dat niet zo, waardoor mogelijkheid tot trimmen bestaat.
De boot heeft een rompsnelheid van circa 11 kilometer per uur. Door zijn platte onderwaterschip is het echter mogelijk om met een zestienkwadraat te planeren. Hierdoor is de maximumsnelheid van de boot in theorie onbegrensd. Voor het varen over hoge golven, zoals het IJsselmeer, is hij wat minder geschikt omdat de boot door zijn platte onderwaterschip nogal gevoelig is voor buiswater.

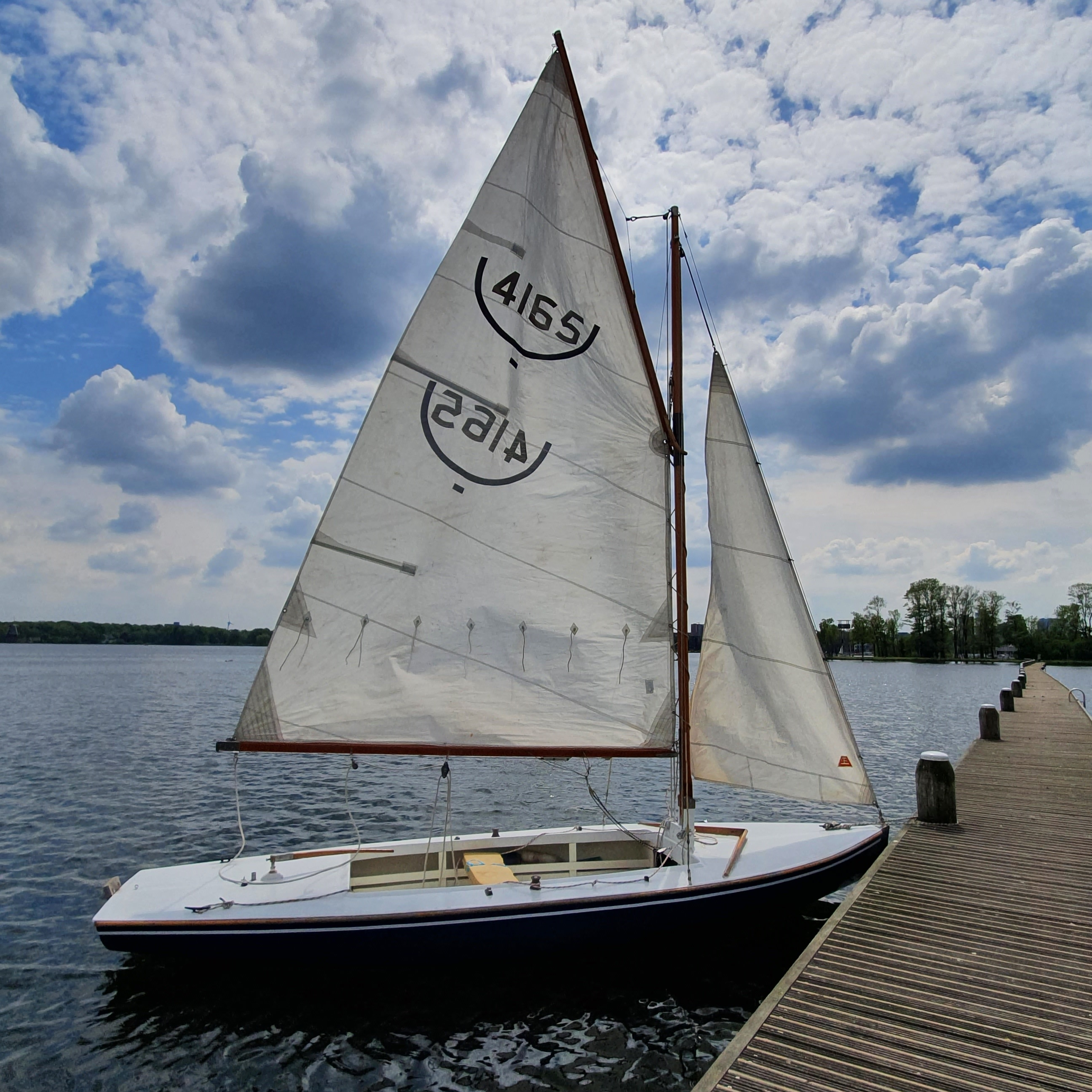
De 16 m² is gaffelgetuigd. Hierdoor is het mogelijk om de top van het zeil hoger uit te laten komen dan de top van de mast.

## Gebruik
De houten zestienkwadraat is de grootste nationale wedstrijdklasse. Aan kampioenschappen doen tegenwoordig tussen 50 - 70 schepen mee. Bij andere nationale klassen doen er tussen 30 - 40 schepen mee. Door de gemakkelijke bediening wordt de zestienkwadraat naast het wedstrijdzeilen ook veel gebruikt voor recreatief zeilen. Deze boten worden inmiddels ook vaak van polyester gebouwd, omdat dat goedkoper is en omdat ze veel minder gevoelig zijn voor onderhoud. Hier mogen echter geen officiële klassewedstrijden mee gezeild worden.
De polyester zestienkwadraten worden veel gebruikt door verhuurbedrijven en zeilscholen. Ook een van de oudste zeilscholen van Nederland ('t Vossenhol) geeft nog altijd zeilinstructie in de zestienkwadraat, maar Zeilcentrum de Wijde Aa en Zeilschool Us Untwyk geven nog echt lessen in houten zestienkwadraten.
In 2022 vierde de klasse haar uitgestelde 90-jarige jubileum in Grou.